# Хардвуд Ејкерс (Мичиген)
Хардвуд Ејкерс (енгл. Hardwood Acres) насељено је место без административног статуса у америчкој савезној држави Мичиген.

## Демографија
По попису из 2010. године број становника је 432.
| Група             | 2000.    | 2010.       |
| Белци             | 0 (0,0%) | 418 (96,8%) |
| Афроамериканци    | 0 (0,0%) | 2 (0,5%)    |
| Азијати           | 0 (0,0%) | 2 (0,5%)    |
| Хиспаноамериканци | 0 (0,0%) | 4 (0,9%)    |
| Укупно            | 0        | 432         |